# Gobernador romano
Un gobernador romano era un funcionario elegido o nombrado para ser administrador principal del Derecho Romano en todas las partes de una o más de las muchas provincias que constituían el Imperio romano.
El término genérico en la lengua legal romana era el Rector provinciae, sin tener en cuenta los títulos específicos, que también reflejan la situación intrínseca y estratégica de la provincia, y las diferencias correspondientes en autoridad.
En la época temprana del imperio, había dos tipos de provincias — senatoriales e imperiales — y surgieron varios tipos de gobernador. Solo los procónsules y los propretores descendieron conforme a la clasificación de Promagistrado.

## Funciones del gobernador
El gobernador de una provincia romana tenía muchas tareas que cumplir durante su administración. En primer lugar, era el responsable de los impuestos y la administración aduanera. Dependiendo de la base de su cargo, era también agente personal del emperador, o el agente financiero del Senado romano, y tenía que supervisar las autoridades locales, los recaudadores de impuestos privados, e imponer impuestos. Un gobernador podía acuñar monedas y negociar con instituciones ricas como templos y prestamistas privados que podían anticipar dinero. El gobernador era también director de contabilidad de la provincia. Él inspeccionaba los libros de las ciudades principales y varias operaciones así como la supervisión de la construcción de proyectos de gran escala en todas las partes de la provincia.
Aparte de estas funciones financieras, el gobernador era el juez principal de la provincia. El gobernador tenía el derecho exclusivo de imponer la pena capital sobre todos, y los casos capitales que eran normalmente juzgados antes por él. Para apelar una decisión del gobernador se necesitaba viajar a Roma y presentar el caso ante un Pretor Urbano, o incluso el mismo Emperador, un dispendioso, así de raro, proceso. Una apelación era poco probable que sucediera de cualquier forma. Un gobernador generalmente no daría posibilidad alguna de contrariar los deseos del Emperador. El gobernador también asumía viajar a través de su provincia para administrar justicia en las ciudades principales donde su atención fuera requerida.
Finalmente, y la más importante, comandaba las fuerzas militares dentro de la provincia. En las provincias más importantes, estas podían consistir en legiones, pero en otros lugares, había solamente auxiliares. Como parte de su comando permanente el gobernador tenía la autoridad de usar sus legiones para bandas de criminales organizados o rebeldes en el área sin necesidad de la aprobación del Emperador o el Senado.
Cada gobernador tenía a su disposición una diversidad de consejeros y empleados, que eran conocidos como su comités (Latín para "compañeros"), el número de estos dependía de la posición social del gobernador y su rango. Estos comités servirían al gobernador como el consejo ejecutivo de gobierno, con cada supervisión de un aspecto diferente de la provincia, y asistiendo al gobernador en la toma de decisiones. En las provincias con una significativa presencia de legionarios, el segundo al mando del gobernador era por lo general un Cuestor, una persona elegida en Roma y enviada a la provincia para cumplir principalmente un papel financiero, pero que podía comandar los militares con la aprobación del gobernador. En otras provincias, el mismo gobernador nombraba prefectos o procuradores no magistrados para gobernar una pequeña parte de la provincia y actuar como su segundo al mando.

## Gobernadores republicanos
Durante la época de la República Romana, el Senado estaba encargado de nombrar gobernadores para las provincias de Roma. Esto se hacía por nombrar Promagistrados para servir, cualquiera por el reparto al azar de pocos o por el Senatus consultum, sin embargo, no eran legalmente obligatorios y podían ser denegados por las Asambleas romanas. El nivel de autoridad del gobernador estaba determinado por qué tipo de imperium se posesionaba. La mayoría de provincias estaban gobernadas por propretores que habían servido un período anual en la pretoria el año anterior. Las provincias gobernadas por propetores eran usualmente las más tranquilas, donde la posibilidad de revueltas o invasiones era pequeña, pero en algunos casos serían determinados al mando de las provincias más agitadas.